# Wiener Akademikerbund
Der Wiener Akademikerbund (WAB) ist ein rechtskonservativer Verein mit Sitz in Wien. Er wurde 1954 von Reinhard Kamitz gegründet.

## Geschichte
Ursprünglich war der Verein eine Vorfeldorganisation der ÖVP. Nach einer politischen Debatte über Meinungsfreiheit trat der Wiener Akademikerbund jedoch 2010 aus der ÖVP aus. In einer Aussendung war der damalige Präsident des WAB Josef Maria Müller u. a. dafür eingetreten, das Verbotsgesetz 1947 abzuschaffen, da Teile des Gesetzes als verfassungswidrig angesehen wurden. (siehe Kritik)
Der WAB veranstaltet regelmäßig Vortragsabende und Diskussionsrunden. Einige bisherige Referenten: Petr Bystron, Michael Ley, Marcus Franz, Andreas Mölzer, Martin Lichtmesz, Peter Gridling, John Lennox, Efgani Dönmez, Karl Wallner, Christian Hafenecker, Johannes Hübner, Alfons Adam, Andreas Unterberger, Friedmund Hueber, Gudula Walterskirchen, Andreas Laun, Franz Fiedler, Astrid Meyer-Schubert, Klaus Emmerich, Amer Albayati, Heinrich Wohlmeyer, Ursula Stenzel, Sabatina James, Walter Marinovic, Barbara Rosenkranz, Adrian Hollaender;
Der Wiener Akademikerbund ist einer der Veranstalter des Marsches für die Familie. Als Antwort darauf führt die Aktionsgruppe Marsch für’n Arsch jährliche Gegendemonstrationen durch. Ehrenpräsident des WAB ist der ehemalige Rechnungshofpräsident Franz Fiedler.
Im November 2020 gab es während der COVID-19-Pandemie eine außerordentliche Generalversammlung des WAB. Ein diesbezüglicher Polizeieinsatz mit etwa 60 Beamten wurde aber abgebrochen und die Veranstaltung fand bis zum regulären Schluss statt, jedoch wurde eine Anzeige nach dem Versammlungsgesetz und dem Epidemiegesetz erstattet.

## Positionen und Kritik
Der Wiener Akademikerbund ist auf Grund seiner Stellungnahmen häufig Thema in der Presse. Der SPÖ-Politiker Omar Al-Rawi kritisierte diese als „Hasstiraden gegen den Islam, gegen Muslime“ sowie als „fremden- und islamfeindliche[] Aussagen“. Vor allem die vom damaligen Präsidenten des WAB aufgestellte Forderung, das Verbotsgesetz aufzuheben, fand sich in vielen Medienberichten wieder. Dieses Gesetz regelt das Verbot der NSDAP und auch in § 3g „jede sonstige Betätigung im Sinne des Nationalsozialismus“. Da diese Formulierung sehr unklar ist, ist dieser Paragraph unter Juristen umstritten.
Auf der Homepage des Bundes ist von „Umvolkung“ und „Vergewaltigungs-Dschihad“ die Rede, die Ehe für alle stellt für den Bund eine „Umwertung der Werte“ dar.
Laut dem Politikwissenschaftler Farid Hafez unterstützte der Akademikerbund einige antimuslimische Vorschläge, die auf die österreichische Politik Einfluss hatten. Er ordnet den WAB als Teil der Counter-Jihad-Bewegung ein. Der WAB war weiterhin an der Gründung eines regionalen Ablegers der völkischen Identitären Bewegung beteiligt.